# Tina Van Havere
Tina Van Havere (Sint-Niklaas, 22 februari 1979) is een Belgisch politica voor de socialistische partij Vooruit.

## Biografie
In 2002 studeerde Van Havere af als licentiate in de pedagogische wetenschappen, optie orthopedagogiek aan de Universiteit Gent, alwaar ze in 2012 tevens een doctoraat in de pedagogische wetenschappen behaalde, gewijd aan de prevalentie en preventie van drugsgebruik in het nachtleven. Na haar studies werkte ze van 2002 tot 2009 als stafmedewerker bij het Vlaams expertisecentrum Alcohol en andere Drugs (VAD), waar ze onderzoek deed naar de preventie van drugsgebruik in het nachtleven en bij jongeren. Vervolgens was zij van 2009 tot 2020 lector in de sociale wetenschappen aan de Hogeschool Gent.
Voor de toenmalige sp.a werd zij in oktober 2012 verkozen tot gemeenteraadslid van Kruibeke, waar ze van januari 2013 tot december 2018 schepen voor Gezin, Gezondheid en Gelijke Kansen was. Nadien bleef ze nog gemeenteraadslid tot eind 2024, toen Kruibeke opging in de fusiegemeente Beveren-Kruibeke-Zwijndrecht. Daar zetelt zij sinds januari 2025 in de gemeenteraad.
In november 2020 ging Van Havere aan de slag als adviseur op het kabinet van federaal minister van Sociale Zaken en Volksgezondheid Frank Vandenbroucke, hetgeen ze bleef tot in juli 2024. Nadien was zij van juli 2024 tot maart 2025 kabinetschef van Frank Vandenbroucke. Vanaf juni 2021 was Van Havere tevens regeringscommissaris bij Sciensano, het federaal onderzoekscentrum voor volksgezondheid, diergezondheid en voedselveiligheid.
Bij de Vlaamse verkiezingen van juni 2024 stond zij als eerste opvolger op de Vooruit-lijst in de kieskring Oost-Vlaanderen. Sinds maart 2025 zetelt Van Havere effectief in het Vlaams Parlement ter vervanging van Burak Nalli, die zich volledig ging toeleggen op zijn functie als schepen van Gent. Ze werd er vast lid van de commissie Welzijn, Volksgezondheid, Gezin, Armoedebestrijding en Gelijke Kansen.